# Кубок Лихтенштейна по футболу 2002/2003
Кубок Лихтенштейна по футболу 2002/03 (нем. Liechtensteiner Cup 2002/03) — 58-й сезон ежегодного футбольного соревнования в Лихтенштейне. Победитель кубка квалифицируется в квалификационный раунд Кубок УЕФА 2003/04. Обладателем кубка в 32-й раз в своей истории стал Вадуц.

## Первый раунд
Матчи состоялись 24, 25 сентября и 1, 2 октября 2002 года.
| Хозяева       | Счёт | Гости       |
| ------------- | ---- | ----------- |
| Шан II        | 1:5  | Вадуц II    |
| Руггелль II   | 1:5  | Шан         |
| Тризен II     | 2:8  | Бальцерс    |
| Тризенберг II | 1:5  | Тризен      |
| Бальцерс II   | 4:2  | Руггелль    |
| Эшен-Маурен   | 4:2  | Тризенберг  |
| Вадуц III     | 0:15 | Эшен-Маурен |
| Шан III       | 0:11 | Вадуц       |

## 1/4 финала
Матчи состоялись 22 октября и 6 ноября 2002 года.
| Хозяева        | Счёт | Гости       |
| -------------- | ---- | ----------- |
| Бальцерс II    | 0:6  | Бальцерс    |
| Эшен-Маурен II | 3:0  | Вадуц II    |
| Тризен         | 5:6  | Эшен-Маурен |
| Шан            | 0:5  | Вадуц       |

## 1/2 финала
Матчи состоялись 8 и 21 апреля 2003 года.
| Хозяева     | Счёт | Гости          |
| ----------- | ---- | -------------- |
| Бальцерс    | 1:0  | Эшен-Маурен II |
| Эшен-Маурен | 1:7  | Вадуц          |

## Финал
Финал состоялся 1 июня 2003 года на стадионе Райнпарк в Вадуце.
| Хозяева | Счёт | Гости    |
| ------- | ---- | -------- |
| Вадуц   | 6:0  | Бальцерс |